# Седельников, Алексей Иванович
Алексей Иванович Седельников (1894—1938) — советский партийный деятель, в 1930—1937 гг. кандидат в члены ЦК ВКП(б).
Член РСДРП(б) с 1914 года.
- 1926—1930 ответственный инструктор ЦК ВКП(б),
- апрель-сентябрь 1930 ответственный секретарь Тульского окружкома ВКП(б),
- 1930—1935 ответственный секретарь Тульского горкома ВКП(б),
- 1930—1937 ответственный (первый) секретарь Тульского райкома ВКП(б),
- 1937 г. управляющий трестом в Куйбышевской области.

Делегат XVI и XVII съездов ВКП(б).
В 1930—1937 гг. член бюро Московского обкома, кандидат в члены ЦК ВКП(б). Выведен из ЦК ВКП(б) постановлением пленума ЦК ВКП(б) 23-29 06.1937.
Арестован 26 июня 1937 года. 7 октября 1938 года приговорен к смертной казни, расстрелян в тот же день. 